# Borsod Bobcats
A Miskolc Steelers egyszeres magyar bajnok miskolci első osztályú amerikaifutball-csapat, az első vidéki HFL-győztes csapat.

## Története

### A kezdetektől a szétválásig
A csapatot 2005-ben alapították, első edzőmérkőzéseit 2006-ban játszották, és 2007-ben vett részt először bajnokságban. Az alapszakaszt 0–2-vel zárták, a Divízió II 7–9. helyért zajló párbajban a csapat első győzelmét a Pécs Gringos ellen szerezte, de így is az utolsó helyen végzett. 2008-ban már bejutottak a Divízió II rájátszásába, ahol az elődöntőben búcsúztak. A következő évben újra az alapszakasz utolsó helyén végeztek a Divízió II Kelet 2 csoportjában, de mivel 2010-ben nem rendeztek Divízió III-as bajnokságot, nem estek ki. Ezután veretlenül megnyerték a 2010-es Divízió II alapszakaszát, és mivel nem rendeztek rájátszást, a Pannon Bowl trófeát is elhódították. Ebben az évben nyáron tragikus módon elhunyt a csapat fiatal védőjátékosa, Tompa Rajmund.
2011-ben a Divízió I-ben indultak, amely az eredeti szándék szerint másodosztály lett volna, ismét a Pannon Bowl kupáért. Az erős, korábbi Divízió I-es mezőnyben a középmezőnyben zártak három győzelemmel és három vereséggel.
2012-ben a csapat nem indult a bajnokságban, miután a csapat nagy része a Nyíregyháza Tigers II. csapatához igazolt, mely Miskolc Renegades néven önállósult a későbbiekben.

### Steelers 2013–2022
Az újjáalakulás után 2013-ban újra a Divízió I-ben játszottak, és a 7. helyezéssel éppen lemaradtak a wild card körről. 2014-ben a csapat az alapszakasz 2. helyén zárt, az elődöntőben megverte a Budapest Titans csapatát, a döntőben azonban az alapszakasz 3. Újpest Bulldogs ellen 43–36 arányú vereséget szenvedett, végül azonban mindkét csapat feljutott a HFL bajnokságba. 2015-ben a csapat az Újpest elleni egyetlen győzelemmel 6. helyen zárta az alapszakaszt.
2016-ban a Steelers négy győzelemmel és egy vereséggel a HFL alapszakasz második helyén zárt. Az elődöntőben fordulatos mérkőzésen az Eger Heroes ellen nyertek, így első vidéki csapatként bejutottak a HFL-döntőbe, amit a Budapest Cowbells ellen egy emlékezetes végjátékban szerzett 19–16-os győzelemmel meg is nyertek. Így ugyan a Hungarian Bowl-t a Győr Sharks kétszer megnyerte, de első vidéki HFL-bajnok a Miskolc Steelers lett. A csapat tagjai közül többen tagjai lettek a formálódó magyar felnőtt és U19-es válogatott csapatnak is.
A következő két szezon során a Steelers egyaránt bejutott a Hungarian Bowl-ba, ám ott mindkétszer vereséget szenvedett. 2019-ben a HFL utolsó helyén végeztek. Az év során elhunyt a csapat alelnöke, Nádi Gyula, akiről halála után a csapat díjat nevezett el. 2019-ben a csapat elnyerte a Borsod-Abaúj-Zemplén megyei Prima Primissima díj közönségdíját.

### Átmeneti, majd végleges újraegyesülés
A 2021-es évben a két csapat Miskolc Amaerican Football Team fantázianéven egyesült, és a Divízió I-es bajnokságban indult, melyet nagy fölénnyel veretlenül meg is nyert. A két csapat a 2022-es szezonban újra külön indult, a Steelers a HFL 4. helyén végzett, míg a Renegades a Divízió II-ben 8. helyezett lett.
A Steelers és a Renegades csapatok 2023 elején egyesültek, Borsod Bobcats néven, mely a HFL-ben indult. A 2024-es szezonban a csapat nem nevezett a felnőtt bajnokságra, ahogyan 2025-ben sem.

## Eredmények
| Szezon | Osztály    | Csoport    | Alapszakasz | Alapszakasz | Alapszakasz | Rájátszás eredmények                                                                             |
| Szezon | Osztály    | Csoport    | Eredmény    | Győzelem    | Vereség     | Rájátszás eredmények                                                                             |
| ------ | ---------- | ---------- | ----------- | ----------- | ----------- | ------------------------------------------------------------------------------------------------ |
| 2007   | Divízió II |            | 9. hely     | 1           | 3           |                                                                                                  |
| 2008   | Divízió II | A csoport  | 2.          | 3           | 2           | Vereség Elődöntő (Zala Predators) 0–37                                                           |
| 2009   | Divízió II | Kelet 2    | 3.          | 1           | 3           |                                                                                                  |
| 2010   | Divízió II |            | 1.          | 6           | 0           | Nem rendeztek rájátszást                                                                         |
| 2011   | Divízió I  |            | 6           | 3           | 3           |                                                                                                  |
| 2012   | Nem indult | Nem indult | Nem indult  | Nem indult  | Nem indult  | Nem indult                                                                                       |
| 2013   | Divízió I  |            | 7.          | 1           | 5           |                                                                                                  |
| 2014   | Divízió I  |            | 2.          | 3           | 1           | Győzelem Elődöntő (Budapest Titans) 41–0 Vereség VIII. Pannon Bowl (Újpest Bulldogs) 36–43       |
| 2015   | HFL        |            | 6.          | 1           | 5           |                                                                                                  |
| 2016   | HFL        |            | 2.          | 4           | 1           | Győzelem Elődöntő (Eger Heroes) 39–32 Győzelem XI. Hungarian Bowl (1) (Budapest Cowbells) 19–16  |
| 2017   | HFL        |            | 1.          | 5           | 0           | Győzelem Elődöntő (Budapest Wolves) 27–25 Vereség XII. Hungarian Bowl (Budapest Cowbells) 10–14  |
| 2018   | HFL        |            | 2.          | 6           | 1           | Győzelem Elődöntő (Budapest Cowbells) 33–14 Vereség XIII. Hungarian Bowl (Budapest Wolves) 30–34 |
| 2018   | Divízió II |            | 9.          | 0           | 6           |                                                                                                  |
| 2019   | HFL        |            | 6.          | 0           | 5           | Vereség Wild card (Fehérvár Enthroners) 28–33                                                    |
| 2020   | Divízió I  | Kelet      | 2.          | 1           | 2           | Vereség Elődöntő (Szombathely Crushers) 30–34                                                    |
| 2021   | Divízió I  | Kelet      | 1.          | 5           | 0           | Győzelem Elődöntő (Budapest Titans) 42–2 Győzelem XV. Pannon Bowl (Budapest Cowbells 2) 43–22    |
| 2022   | HFL        |            | 4.          | 1           | 3           | Vereség Elődöntő (Fehérvár Enthroners) 13–26                                                     |

## Csapatszínek
A Miskolc Steelers a 2000-es években acélszürke sisakban és mezben (piros számmal) és piros nadrágban játszott. A fogaskerekes logót 2008-ban cserélte le, majd 2010-ben váltott piros mezre és fekete nadrágra. 2013-tól a kassai Cassovia Steelers partnercsapata, az együttműködés kezdetétől a Miskolc Steelers is kék sisakot hordott.
A Miskolc Renegades fekete sisakban, arany mezben (fekete számmal), fekete nadrágban szerepelt.
A Borsod Bobcats szerelése bordó sisak, bordó mez (sárga számmal), sárga nadrág.